# Hypselothyrea pseudoguttata
Hypselothyrea pseudoguttata är en tvåvingeart som beskrevs av Hajimu Takada och Momma 1975. Hypselothyrea pseudoguttata ingår i släktet Hypselothyrea och familjen daggflugor. Inga underarter finns listade i Catalogue of Life.